# FMC Tower at Cira Centre South
La FMC Tower at Cira Centre South est un gratte-ciel construit en 2017 à Philadelphie aux États-Unis. Il s'élève à 222 mètres.